# Кохрен, Коммодор
Коммодор Шелтон Кохрен (англ. Commodore Shelton Cochran; 20 января 1902 — 3 января 1969) — американский легкоатлет, который специализировался в беге на короткие дистанции.

## Биография
Олимпийский чемпион в эстафете 4×400 метров (1924).
Победитель Студенческого чемпионата США в беге на 440 ярдов (1922, 1923).
Экс-рекордсмен мира в эстафете 4×400 метров.
Тренировал младшего кузена — Роя Кокрэна, двукратного чемпиона Олимпийских игр 1948 года в беге на 400 метров с барьерами и в эстафете 4×400 метров.